# 1968年夏季奥林匹克运动会洪都拉斯代表团
1968年夏季奥林匹克运动会洪都拉斯代表团是洪都拉斯派出的1968年夏季奥林匹克运动会代表团。